# 中村恵里加
中村 恵里加（なかむら えりか、1975年（昭和50年） - ）は、日本のライトノベル作家。東京都に生まれる。1999年（平成11年）に『ダブルブリッド』で第6回電撃ゲーム小説大賞金賞を受賞し、同作品でデビュー。ハードな作風で知られていた。
あとがきなどに書いてある通り、大のゲームマニアで、特にセガのドリームキャストのファンだった。

## 略歴
高校卒業後はフリーター生活を送っていたが、友人に送った手紙で見せた小説の評価が良かったことから、小説執筆にのめりこむ。
1999年（平成11年）、初めて応募した新人賞でプロデビューを果たした。以後、主として『ダブルブリッド』の続編を書いていたが、2003年（平成15年）12月頃、筆が止まる。2005年2月に新作『ソウル・アンダーテイカー』を発表後、またしばらく新作の発表が途絶えていたが、2007年（平成19年）10月発売の「電撃hp」Vol.50に『ダブルブリッド』の外伝となる短編が掲載される。半年後の2008年（平成20年）5月、約4年5ヵ月ぶりとなる10巻が発売され、『ダブルブリッド』シリーズは完結した。
2009年（平成21年）11月、4年ぶりの新作『ぐらシャチ』を発表。
2011年（平成23年）3月の『ひがえりグラディエーター』を発売。以後、電撃hpにて短編などが掲載される。

2013年11月、『見る人』(電子書籍のみ)発売。以後、目立った活動はない。

## 作品一覧
- 『ダブルブリッド』シリーズ（2000年 - 2008年、イラスト：藤倉和音、たけひと）
- 『ソウル・アンダーテイカー』（2005年、イラスト： 洒乃渉）
- 『ぐらシャチ』（2009年、イラスト：双）
- 『ひがえりグラディエーター』（2011年、イラスト：紺野賢護）
- 『見る人』(2013年、電子書籍[1])